# Fusariopsis derrienii
Fusariopsis derrienii är en svampart som beskrevs av Horta 1919. Fusariopsis derrienii ingår i släktet Fusariopsis, divisionen sporsäcksvampar och riket svampar.   Inga underarter finns listade i Catalogue of Life.